# 고등어 테니스장에 가다
"고등어 테니스장에 가다"(Mackerel Go To A Tennis Court)는 한국에서 제작된 임철빈 감독의 2009년 드라마 영화이다. 김도균 등이 주연으로 출연하였다.

## 출연

### 주연
- 김도균
- 손정민
- 장수진

## 기타
- 조명: 임종군
- 녹음: 임종군
- 믹싱: 서상민
- 작곡: 이한나